# Mirosław Wysocki
Mirosław Jan Wysocki (ur. 6 maja 1941 w Warszawie) – polski lekarz, profesor nauk medycznych, specjalista organizacji opieki zdrowotnej, epidemiologii, chorób wewnętrznych i zdrowia publicznego. W latach 2007–2017 dyrektor Narodowego Instytutu Zdrowia Publicznego – Państwowego Zakładu Higieny. Kierownik Zakładu Promocji Zdrowia i Prewencji Chorób Przewlekłych NIZP-PZH. Konsultant Krajowy w dziedzinie Zdrowia Publicznego.

## Życiorys
Urodzony 6 maja 1941 w Warszawie. Ukończył studia na Akademii Medycznej w Warszawie. Specjalista organizacji opieki zdrowotnej, epidemiologii, chorób wewnętrznych i zdrowia publicznego. Doktoryzował się w 1971 w Państwowym Zakładzie Higieny w zakresie epidemiologii przewlekłych, nieswoistych chorób układu oddechowego. Habilitację uzyskał w tym samym ośrodku w 1980 w dziedzinie epidemiologii chorób reumatycznych, a w 1989 otrzymał tytuł profesora nauk medycznych. Autor i współautor 180 publikacji w obszarze epidemiologii chorób przewlekłych i zdrowia publicznego.
W latach 1971–1972 pracował w Departamencie Epidemiologii Chorób Przewlekłych i Medycyny Społecznej Szpitala św. Tomasza w Londynie. Zawodowo związany także z WHO jako doradca regionalny w zakresie oceny sytuacji zdrowotnej ludności w latach 1988–2000. W latach 2010–2013 członek Komitetu Stałego WHO/EURO. Konsultant krajowy w dziedzinie zdrowia publicznego w latach 2010–2011 i od 2014. W trakcie prezydencji Polski w Unii Europejskiej w 2011 przewodniczył grupie roboczej w dziedzinie zdrowia publicznego i współorganizował konferencję ministrów zdrowia państw UE.
Od 2007 p.o. dyrektora, a od 2010 dyrektor Narodowego Instytutu Zdrowia Publicznego – Państwowego Zakładu Higieny. We wrześniu 2017 odwołany ze stanowiska.
W 2019 odznaczony Złotym Krzyżem Zasługi.